# Sitapus
Sitapus is een bestuurslaag in het regentschap Solok Selatan van de provincie West-Sumatra, Indonesië. Sitapus telt 1108 inwoners (volkstelling 2010).